# Gärbstahl
Gärbstahl, auch Gerbstahl oder Raffinierstahl, ist durch Gärben von anderen Stählen hergestellter Stahl mit dem Ziel der Homogenisierung zumindest der makroskopischen Eigenschaften. Der Herstellungsprozess beinhaltet verschiedene Schmiedetechniken.

## Herstellung
In dem, von der Eisenzeit bis in die frühe Neuzeit, verwendeten Rennofen wird durch Verhüttung von Eisenerz mit Holzkohle eine Luppe  erzeugt. Das auch als Renneisen bezeichnete Material ist  durch zahlreiche Einschlüsse von Schlacke und teilweise auch Holzkohle sowie eine schwammartig/poröse Materialstruktur so minderwertig, dass daraus direkt keine Gebrauchsgüter angefertigt werden können. Bei größeren Luppen aus Stücköfen können auch erhebliche Schwankungen im Kohlenstoffgehalt innerhalb desselben Stückes auftreten. Das Bruchverhalten in diesem Zustand weist eine außerordentlich grobe Kristallstruktur auf. Eine Veredelung (Raffination) des Renneisens ist daher für die Weiterverarbeitung unerlässlich. Dies wird durch mehrfaches Ausrecken, Einkerben und Falten des Materials mit anschließender Feuerverschweißung erreicht.
Anders als bei der Herstellung von modernem Damaszener Stahl dient das Falten und Schweißen hier jedoch nicht der Erzeugung einer ästhetisch ansprechenden Schichtstruktur (Muster) zweier Stähle mit verschiedenen farblichen Eigenschaften, sondern primär der Homogenisierung des Materials. Auch die Verringerung des Schlackeanteils im Gefüge und das Beseitigen größerer Schlackekonzentrationen an einem Punkt im Material sorgen für eine, mit jeder Faltung zunehmende, Festigkeit des Endproduktes. Durch die Verdichtung der Struktur, den Abbrand beim Feuerverschweißen, das Austreiben der Schlacke und das Abschilfern von Eisenhammerschlag, schwindet die Menge des bearbeiteten Eisens mit jeder durchgeführten Faltung ganz erheblich. Durch die Abnahme der Quantität und die Zunahme der Qualität erhöht sich der Wert des Materials mit jeder Faltung, da hiefür erhebliche Mengen an Arbeitskraft und Energie aufgewendet werden müssen. Nachdem Einschlüsse entfernt, Schlacken ausgetrieben und der Kohlenstoffgehalt vereinheitlicht wurde, kann das Material als Gärbstahl oder Raffinierstahl bezeichnet werden. Abhängig von der Anzahl der aufeinander geschweißten Lagen kann es nun zu unterschiedlich höher- oder minderwertigen Waffen, Werkzeugen oder sonstigen Gebrauchsgegenständen verarbeitet werden.
Die Qualität des Raffinierstahls ist stark vom Können des Grobschmiedes abhängig. Dies ist bei industriell im Hochofen hergestelltem Stahl nicht der Fall, da sich durch maschinelle Prozesse und moderne Messtechnik die Anteile der Legierungselemente und die Reinheit des Materials weit besser kontrollieren lassen, als es in vorindustrieller Zeit möglich war. Stahl aus Hochöfen enthält zudem keinerlei Schlacken, da sich das hier zunächst erzeugte Roheisen durch die höheren Temperaturen verflüssigt und sich durch seine viel höhere Dichte von der Schlacke gänzlich abtrennt. Durch die spätere Umwandlung von Roheisen zu Stahl im Konverter kann zudem der Kohlenstoffgehalt exakt eingestellt werden. Aus diesem Grund hat Gärbstahl, im Gegensatz zu Hochofenstahl, heute keine wirtschaftliche Bedeutung mehr.

## Eigenschaften
Es kann zum Beispiel aus kohlenstoffreichen und kohlenstoffarmen Stählen durch Zusammengerben ein Werkstoff mit mittlerem C-Gehalt hergestellt werden. Dies gilt auch für Stähle mit anderen Legierungsbestandteilen.
Wiederholtes Gerben ergibt immer gleichmäßigeres Material, auch durch Diffusionsprozesse zwischen den dünner werdenden Materiallagen.
Gerbstahl erkennt man leicht, wenn durch Korrosion ein Streifenmuster hervorgerufen wird. Dies geschieht durch die unterschiedlichen Legierungsbestandteile der einzelnen zusammengegerbten Stähle oder Schienen, eine ältere Bezeichnung für Rohstahlstangen mit flachrechteckigem Querschnitt.
Eine Verwechslungsmöglichkeit besteht mit Puddle-Stahl, Puddeleisen und Renneisen, wobei diese meist auch mit dem Gerben ihre letzte Behandlung erhalten, um zum Halbzeug zu werden. So ist „Gerbstahl“ meist eine Weiterverarbeitung von Material aus dem Puddling oder dem Rennfeuer. Es kann aber prinzipiell Material aus allen Gewinnungs- oder Verarbeitungsprozessen zu Gerbstahl werden. Häufig wurden Materialreste zusammengegerbt, um wieder nutzbare Halbzeuggrößen zu erzeugen.

## Damast- und Gerbstahl im Vergleich
Damaszener Stahl hatte seine Ursprünge im damals nicht so benannten "Gerbstahl". Der Unterschied ist, dass beim Damast kohlenstoffreicher "harter" Stahl mit weichem "Eisen" (heute Baustahl oder besser das sogenannte Reineisen, auch Weicheisen genannt) durch einen Schmied feuerverschweißt wird und somit nach Erreichen der angestrebten Vermischung ein Muster entsteht, welches sich aus den unterschiedlich legierten Stählen herleitet. Dieses Muster, vergleichbar mit einer Maserung, kann ein Schmied mit großer Erfahrung gezielt steuern, wenn gewünscht. Der sogenannte wilde Damast ist der Stahl, welcher vor mehr als 2500 Jahren erfunden wurde und deutlich flexibler und schnitthaltiger war als damalige "Monostähle". Das waren die wurmbunten Schwerter aus den Sagen und historischen Briefen.
Hätten die historischen Schmiede den Damast noch weiterbearbeitet (Ausschmieden, Falten, Feuerschweißen), wäre aufgrund der Vermischung irgendwann ein Produkt herausgekommen, das dem Gerbstahl optisch gleicht – wenn auch in einer anderen Qualität. Aber das war angesichts der geringen Ausbeute damaliger Rennöfen nicht ökonomisch.
Es wurde – historisch gesehen – zunächst nicht unbedingt auf ein Muster hingearbeitet. Es war aufgrund der verschiedenen Eisenlegierungen in Bezug zum Gerbstahl einfach deutlich sichtbarer.
Die viellagigen Stähle, die zum Beispiel heute noch in Japan zu Schwertern (Katana) verarbeitet werden, gleichen dem Gerbstahl in der europäischen Geschichte. Als im 18. Jahrhundert damaszierter Stahl mit dessen Mustern mittels verschiedener Gerbstähle hergestellt werden konnte, war die einfache Variante aus Gerbstahl weniger beliebt. Die Oberflächen waren dann – nach europäischem Geschmack – trotz hervorragender Eigenschaften so „langweilig“ wie japanische Klingen.

## Heutige Verwendung
Einzig Schmiede -Kunstschmiede oder Messerschmiede- die noch auf traditionelle Art und Weise arbeiten und auch auf die Verwendung der entsprechenden, historischen Materialien Wert legen, nutzen auch heute noch Raffinierstahl für ihre Arbeiten. Guter Raffinierstahl weist zum Teil bessere Eigenschaften auf als modern erzeugter, gleicher Zusammensetzung. Durch das meist stärker in eine Richtung ausgerichtete Gefüge ist die Kerbschlagzähigkeit in Querrichtung höher und in Längsrichtung geringer, was gerade bei der Herstellung von Messern oder Handwaffen erwünscht ist. Diese Anisotropie wird bei der heutigen industriellen Stahlherstellung zur weiteren Homogenisierung zu unterdrücken versucht, zum Beispiel durch Kreuzwalzen von Blechen.